# Európai homoktövis
Az európai homoktövis, tengerparti homoktövis vagy egyszerűen homoktövis (Hippophae rhamnoides) az ezüstfafélék (Elaeagnaceae) családjába tartozó tüskés lombhullató cserje, melynek több alfaja van. Nemzetségének többi faja kevéssé ismert.

## Elterjedés, élőhely
A homoktövis az északi féltekén a mérsékelt és szubtrópusi övben él. Fénykedvelő, fagy- és szárazságtűrő. Homoktalajon, folyó- és patakhordalékon, tengerparti dűnéken nő. Elterjedésének határai a Brit-szigetektől kelet felé Japánig és a Himalájáig tartanak.
Eredetileg Nepálból terjedt el Eurázsiában az utolsó jégkorszak után.[forrás?]
Magyarországon régebben több helyen is előfordult, főleg a Szigetközben voltak nagyobb állományai. Napjainkban egyedül Újpesten élnek természetes populációi. 1974 óta védett az újpesti állomány. Helyenként vizek mentén a H. rhamnoides subsp. fluviatilis alfaj nő.

## Megjelenése, életmódja
A homoktövis 2–6 m magasra nő, kétlaki.
Igen fejlett gyökérzete van, amely képes megkötni a talajt meredek lejtőkön is. Szimbiózisban él sugárgombákkal (Actinobacteria), amelyek megkötik számára a levegő nitrogéntartalmát; emellett átalakítják az oldhatatlan szerves és ásványi anyagokat könnyebben felvehető formába.
Levelei váltakozó állásúak, lándzsásak, ezüstös csillagszőrökel fedettek a fonáki részükön.
A porzós virágzat 4-6 szirom nélküli virágból áll, barna színű. A termős virágzat sárga sziromszerű csészéből áll egyesével a másodéves vesszőkön. A virágzás ideje hazánkban március-április
Termései alsó állású magházból képződő álbogyók; ovális vagy enyhén gömbölyded alakúak, az alapfajon 6–8 mm átmérőjűre nőnek, színük halvány sárgától a sötét narancssárgáig előfordul, tömege 0,2-1 g.  Szeptember-októberben érik. A nemesített fajtákon nagyobb méretű bogyók teremnek.

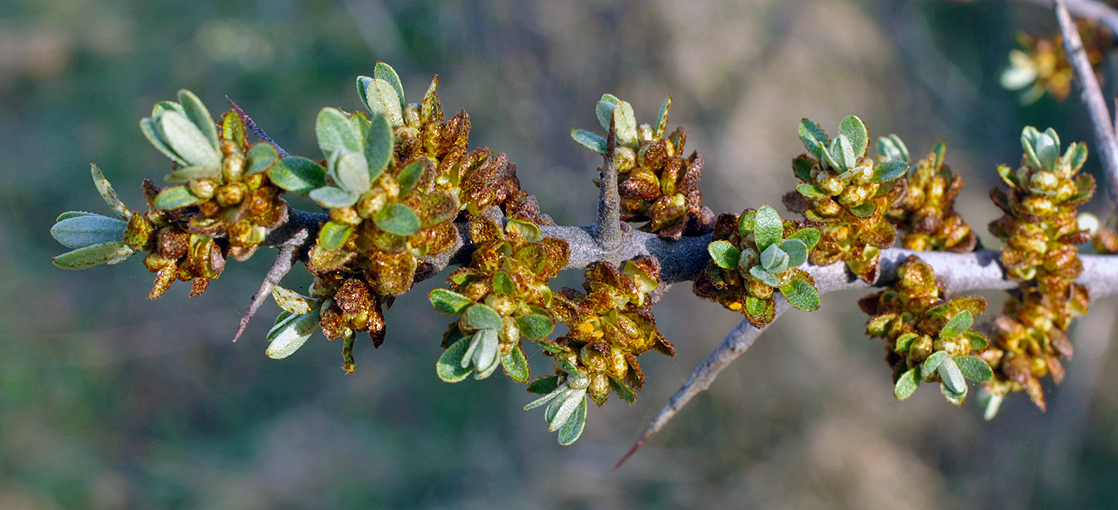
Hím egyed virágzata
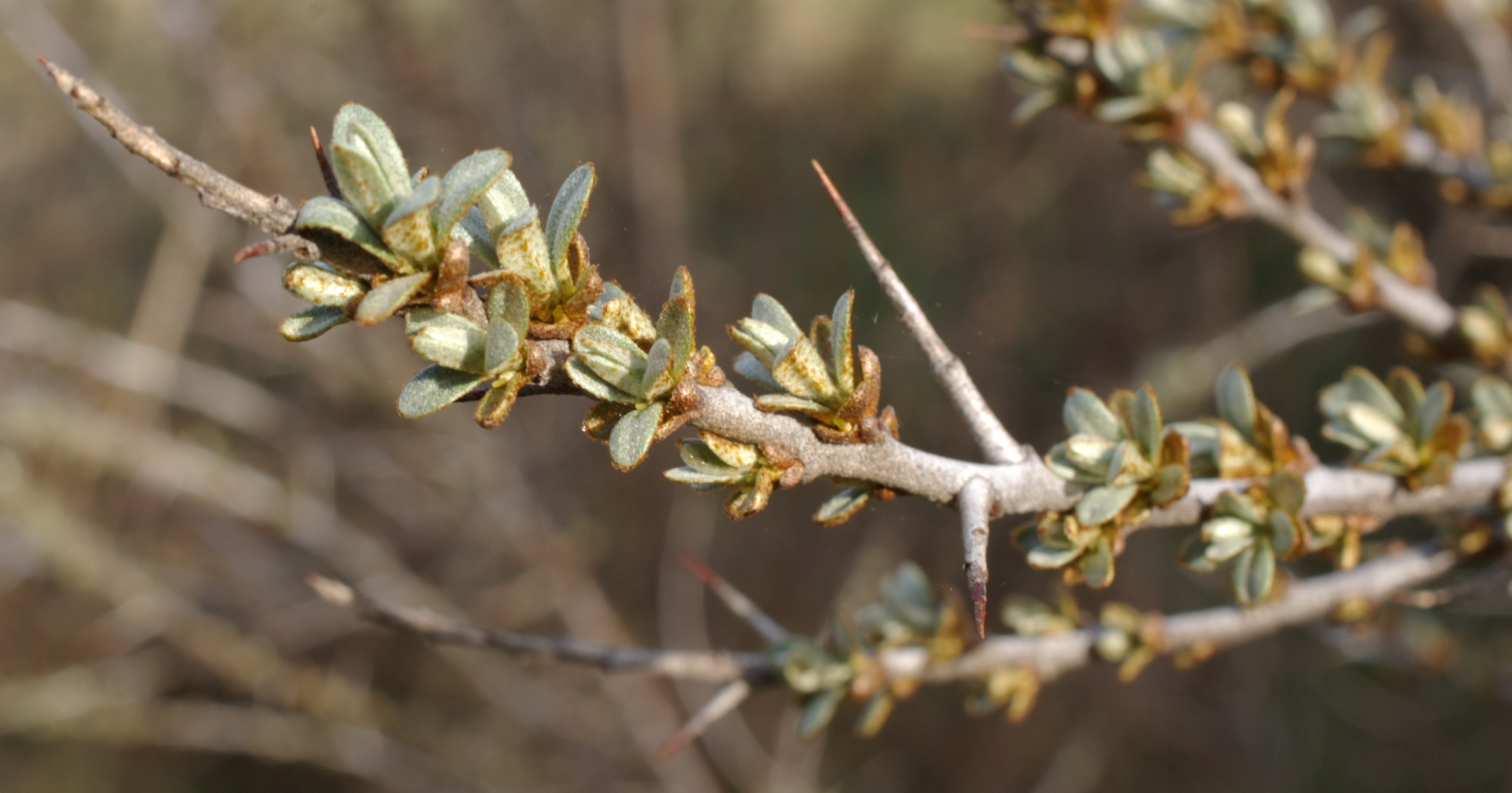
Női egyed virágzata

## Fajták

### Gyümölcstermesztéshez
- ‘Csujszkaja’ - júliusban érő[8]
- ‘Oranzsevaja’ - augusztus elején érik[8]
- ‘Jantarnaja’ - augusztus végén érő, nagyon termékeny[8]
- ‘Askola’ - augusztus végén érő, feldolgozásra alkalmas[9]
- ‘Hergo’ - korai, bőtermő[9]
- ‘Leikora’ - szeptember-októberi érésű, díszcserjének is alkalmas[9]

## Felhasználása
Több országban termesztik gyümölcséért, a legnagyobb területen Kínában.

### Gyógyászati
Tibetben i.e. 900 évvel többek között vérkeringési rendszeri, emésztőrendszeri betegségek kezelésére és a bőr égési sérüléseinek gyógyítására használták.
Manapság a gyógyszeripar a gyümölcshúsból és a magjából préselt olaját alapanyagként használja fel fájdalomcsillapító, fekélyekre kenőcs, sugárártalom elleni szerek, nőgyógyászati gyulladásgátlók készítéséhez; valamint arckrémek és fogkrémek összetevőjeként is szerepel.

### Élelmiszeripari
Dzsem, zselé, ivólé, szirup, bor, likőr készül gyümölcshúsából. Az északi termőhelyein élő emberek fontos téli vitaminforrása.

### Egyéb
Talajerózió elleni védekezés céljából is ültetik.

## Hatóanyagok
A homoktövis álbogyójában igazoltan előforduló, fiziológiailag hatékony anyagok: A-, C-, B1-, B6-, E és K-vitamin, karotinoidok, bioflavonoidok (pl. likopin), szerves savak (alma-, oxál-, borostyánsav), trigliceridek, glicerophospholipidek, phytoszterolok, polifenol-összetevők, ásványi anyagok (K, Mg, Ca, Na, Fe, Mn, Cu, Co). 
Levelei és hajtásai 4-5% tannint tartalmaznak (ennek vérzéscsillapító és féregűző hatása van).
A leveleiből főtt tea magas vérnyomás ellen fogyasztható.

## Fordítás
- Ez a szócikk részben vagy egészben a Hippophae rhamnoides című angol Wikipédia-szócikk Range című fejezete ezen változatának fordításán alapul.  Az eredeti cikk szerkesztőit annak laptörténete sorolja fel. Ez a jelzés csupán a megfogalmazás eredetét és a szerzői jogokat jelzi, nem szolgál a cikkben szereplő információk forrásmegjelöléseként.